# STS-77
是历史上第七十六次航天飞机任务，也是奮進號太空梭的第十一次太空飞行。

## 任务成员
- 约翰·卡斯帕（John Casper，曾执行、以及任务），指令长
- 柯提斯·布朗（Curtis Brown，曾执行、以及任务），飞行员
- 丹尼尔·博斯奇（Daniel W. Bursch，曾执行、以及任务），任务专家
- 马里奥·伦科（Mario Runco，曾执行、以及任务），任务专家
- 馬克·加諾（Marc Garneau，加拿大宇航员，曾执行、以及任务），任务专家
- 安德鲁·托马斯（Andrew S. W. Thomas，曾执行、和平号、以及任务），任务专家